# Cmentarz wojenny nr 244 – Narożniki
Cmentarz wojenny nr 244 – Narożniki – cmentarz z I wojny światowej, znajdujący się na należącym do miejscowości Radgoszcz przysiółku Narożniki, w gminie Radgoszcz, powiecie dąbrowskim, województwie małopolskim. Jeden z ponad 400 zachodniogalicyjskich cmentarzy wojennych zbudowanych przez Oddział Grobów Wojennych C. i K. Komendantury Wojskowej w Krakowie. W VI okręgu Tarnów cmentarzy tych jest 63. 

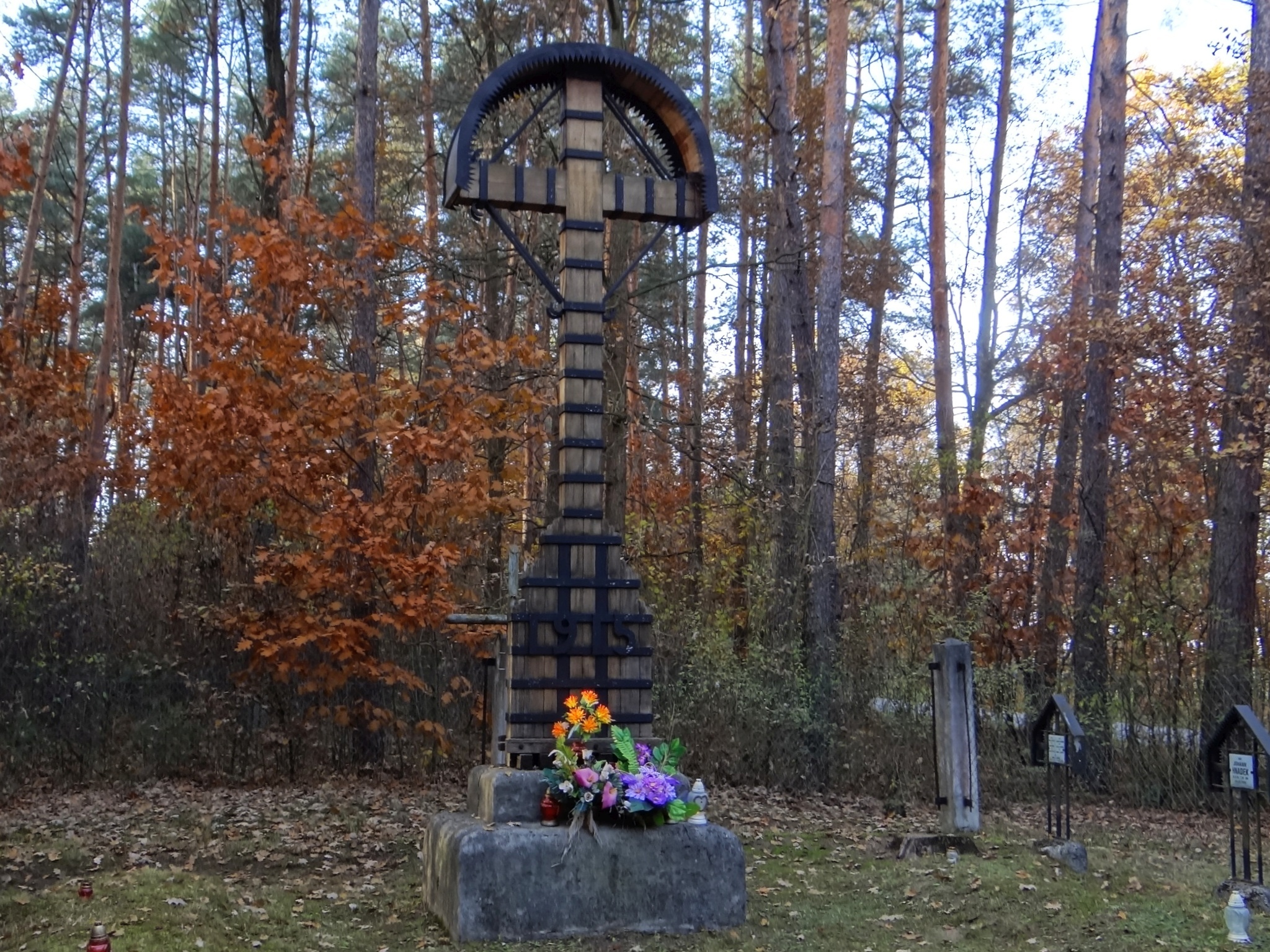

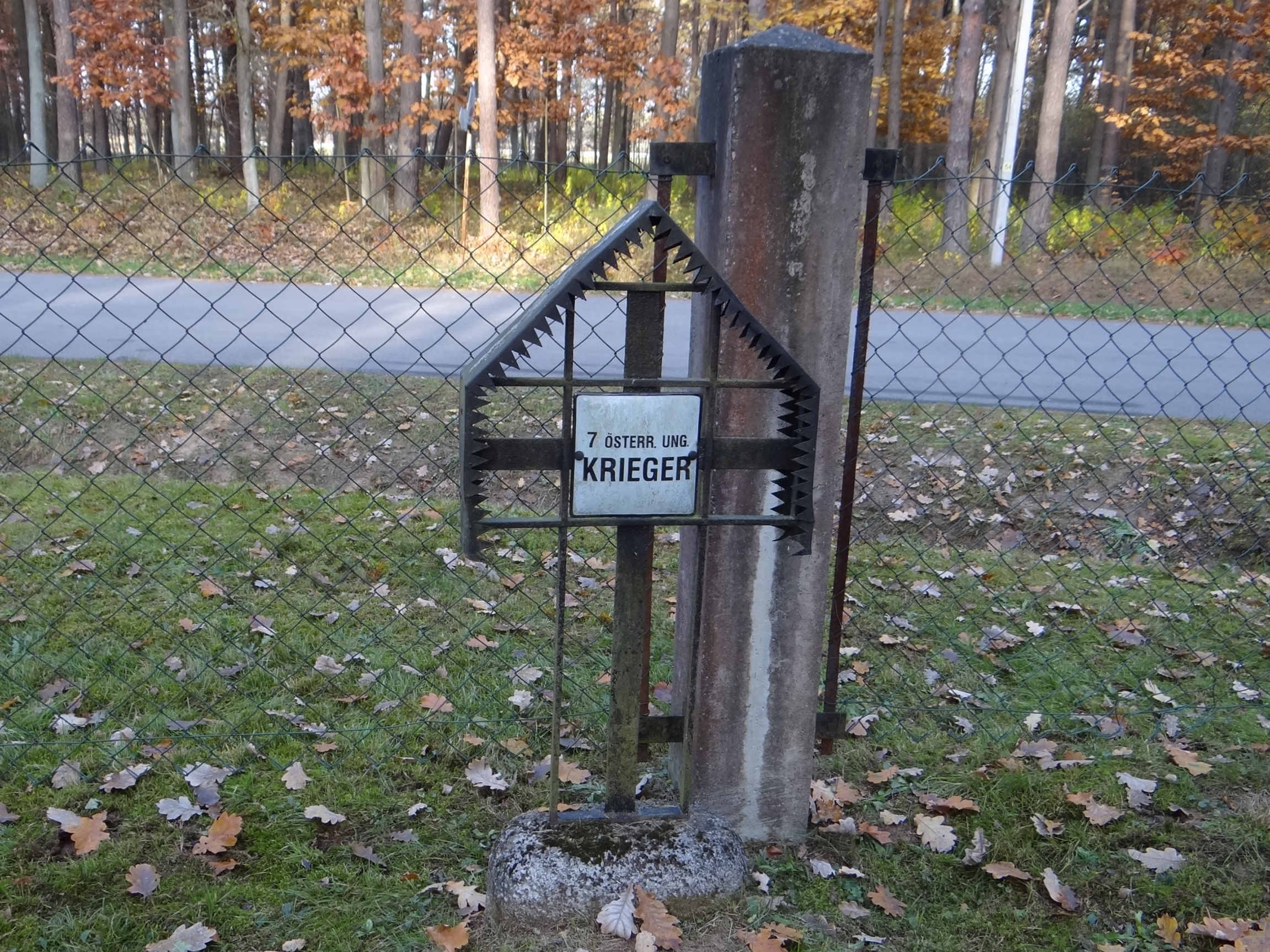

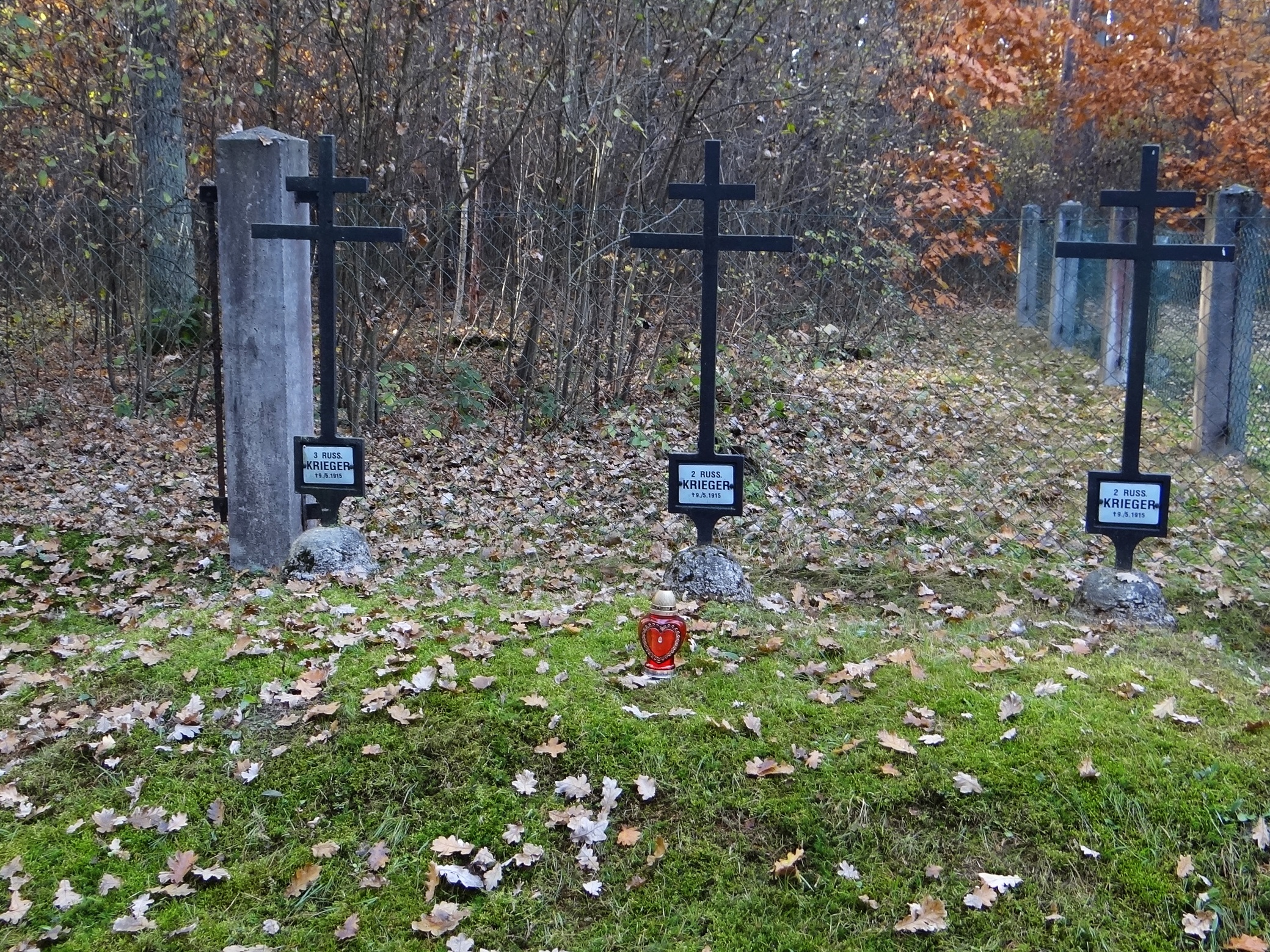

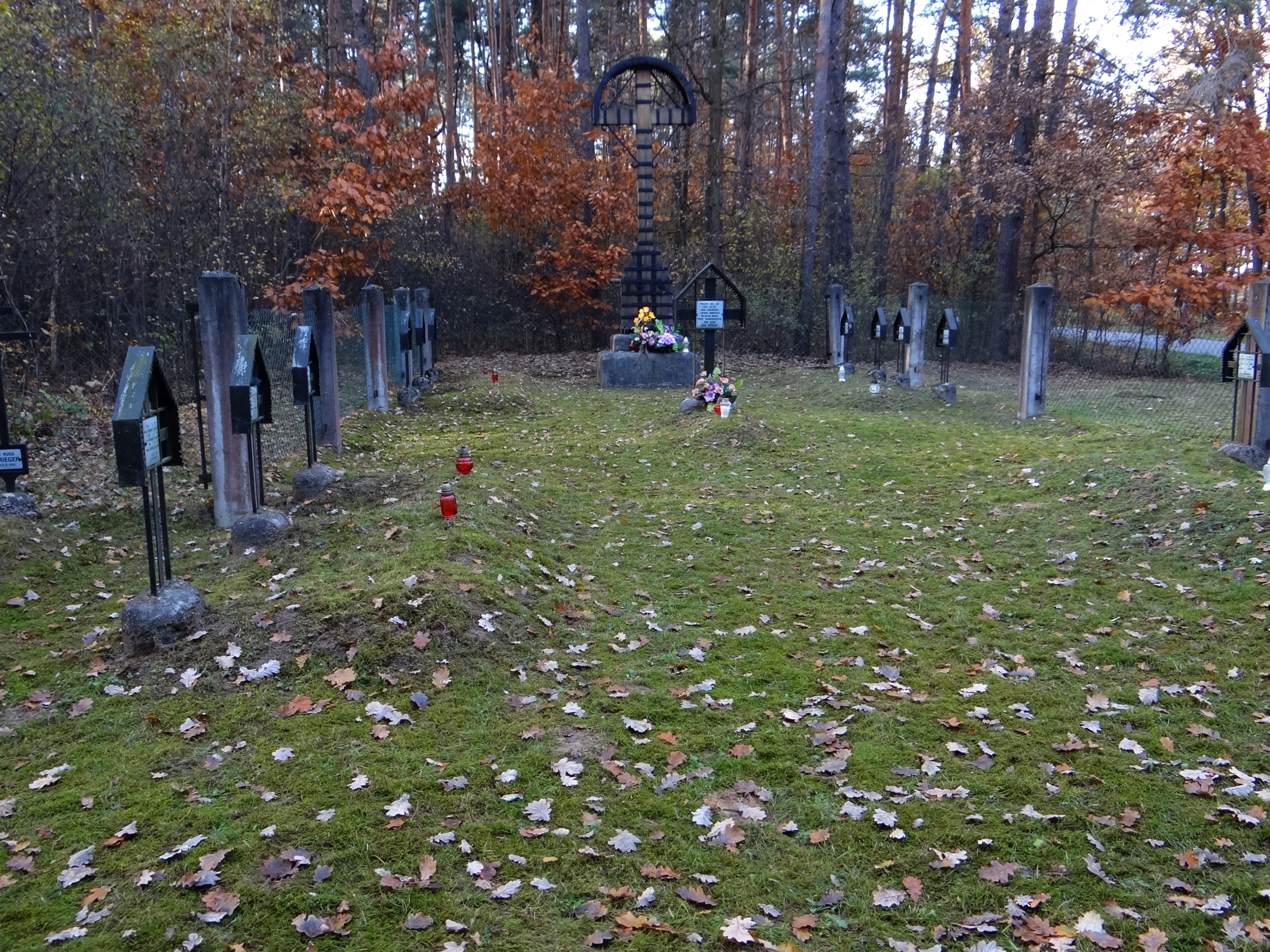

## Lokalizacja
Cmentarz znajduje się przy drodze wiodącej z Radgoszczy wzdłuż lewego brzegu potoku Dęba do miejscowości Dulcza Wielka. Zlokalizowany jest w sosnowym lesie po prawej stronie tej drogi, za Gminnym Ośrodkiem Sportowym (około 150 za zachodnią granicą lasu).

## Opis cmentarza
Jest to niewielki cmentarz o kształcie litery L. Pierwotnie jego ogrodzenie stanowił drewniany parkan. Ogrodzenie to już nie istnieje. Wykonano całkowicie nowe ogrodzenie w nowoczesnej postaci betonowych słupków i siatki ogrodzeniowej. Wejście przez również nowoczesną, żelazną bramkę, od której do krzyża prowadzi szeroka alejka. Po jej bokach umieszczono dwa rzędy nagrobków w postaci betonowych cokołów, na których osadzono wykonane ze stalowych płaskowników krzyże zwieńczone blaszanymi, zębatymi daszkami. Na złączeniu ramion posiadają blaszane tabliczki imienne. Są dwa rodzaje tych krzyży: dwuramienne (lotaryńskie) i jednoramienne (łacińskie). W bocznym ramieniu cmentarza znajdują się trzy inne krzyże. Są to wyższe, wykonane ze stalowych płaskowników krzyże dwuramienne, u podstawy posiadające ramkę, w której umieszczono tabliczkę. Głównym elementem ozdobnym jest znajdujący się przy zachodnim boku cmentarza duży drewniany krzyż osadzony na betonowym postumencie. Jest to krzyż łaciński zwieńczony półokrągłą glorią. Wykonany jest z wielu drewnianych elementów połączonych stalowymi obręczami:

## Polegli
W 14 grobach zbiorowych i 9 pojedynczych pochowano 97 żołnierzy, w tym:
- 70 żołnierzy armii austro-węgierskiej. Zidentyfikowano 49. Należeli ono do różnych oddziałów. Byli wśród nich Czesi z 8. pułku piechoty z Brna, Austriacy z 49. pułku piechoty rekrutującego żołnierzy w okolicy St. Pölten, żołnierze 16. pułku piechoty landwehry rekrutującego żołnierzy w okolicach Krakowa i Wadowic (są wśród nich dwa polskie nazwiska: Bandura i Kaniorczyk) oraz Bośniacy z 31. batalionu strzelców polowych z Mitrovicy.
- 6 żołnierzy armii niemieckiej. Zidentyfikowano wszystkich. Walczyli oni w 220 pruskim rezerwowym pułku piechoty
- 21 żołnierzy armii rosyjskiej. Zidentyfikowano tylko czterech. Walczyli oni w 8 Wołogodskim Pułku Piechoty.

Wszyscy polegli w maju 1915 r. podczas ofensywy połączonych wojsk austro-węgierskich i niemieckich, znanej jako bitwa pod Gorlicami. Nastąpiło wówczas przełamanie obrony rosyjskiej, w wyniku czego armia rosyjska zmuszona była cofnąć się daleko na wschód.

## Losy cmentarza
W 1915 r. po wygranej bitwie pod Gorlicami i przepędzeniu Rosjan dalej na wschód, monarchia austro-węgierska przystąpiła do budowy cmentarzy. Po II wojnie światowej nie dbano o cmentarze z I wojny. Ulegały naturalnemu niszczeniu przez czynniki przyrody, zdarzały się także akty wandalizmu Cmentarz nr 244 poddany został gruntownemu remontowi. Odtworzono jego pierwotny wygląd, w ramach remontu wykonano m.in. nowe krzyże i blaszane tabliczki imienne. Ogrodzenie wykonano również całkiem na nowo, ale niezgodnie z pierwotnymi założeniami. W 2015 r. cmentarz jest w bardzo dobrym stanie.